# Дарданци
Дарданци или Дардани (лат. Dardani), јесу били снажан илирско-трачки народ, веома близак Трибалима, сродни са Дачанима и Мезима. По легенди, Дарданци су били оснивачи Троје (види: Дардан (град)) и савезници Тројанаца у Тројанском рату.
Отац Енеје, према легенди оснивач римске славе и величине, пореклом је Дарданац, као и његов род gens Iulia, из којег је произашао и Гај Јулије Цезар поочим Октавијана Августа. Стога у култу римских царева посебно место заузима Афродита-Венера (која је и јулијска звезда). Познато је да је Дарданац Енеја према легенди син богиње Афродите.
Живели су у старо доба у великом делу данашње јужне Србије, затим Македоније, Косова и Метохије

## Дарданска краљевина
Дарданска област пружала се отприлике од Књажевца до Велеса и од Шар-планине до Бугарске. Дарданце су покорили Римљани вероватно крајем 1 века п. н. е.
Дарданија је била богата рудама. Дарданци су били добро обучени ратници. Суседни народи, Македонци, а после Римљани, много су пропатили од њихових упада са Скордисцима.
200 и 197. п. н. е., поплавили су северни део државе македонског краља Филипа III.
- Краљевство Дарданије, 3-1. век пре нове ере
- Краљевство Дарданије, 3-1. век пре нове ере

## Насеља
Важнији и већи градови Дарданаца су били Ulpiana (Приштина) Therranda (Призрен) Vicianum (Вучитрн) Skopi (Скопље) Damastioni (близу Охридског језера). Naissus (Ниш) је касније постао најважнији град и седиште римске провинције Мезије.

## Римска Дарданија
97. п. н. е. Дарданце су поразили Римљани.
84. п. н. е. борио се против њих славни римски војвода и државник Сула.
75. и 62. п. н. е. вођени су ратови између њих и Римљана.
58. и касније, више пута, они су поплавили Македонију.
До краја 3 века после Христа дарданска област звала се Дарданија, али није чинила засебну провинцију, већ је била део провинције Мезије (после Горње Мезије). Ниш, Скопље и Липљан налазили су се у то доба у Дарданији. Крајем 3 века после Христа Дарданија је постала посебна провинција, али јој је област била мало ужа, јер је Ниш припао Дакији (медитеранској, унутрашњој).
Под римском влашћу, они су господарима давали изврсне војнике. У њиховој земљи вађене су и руде (гвожђе, сребро и олово), а за владе цара Трајана и Хадријана кован је рударски новац.
- Римска провинција Дарданија, 4. век
- Римска провинција Дарданија у касном Римском царству

## Византијска Дарданија
У време византијске управе, постојала је византијска провинција Дарданија која је обухватала делове данашње јужне Србије и делове Северне Македоније. Дарданци су у ово време већ били романизовани и претопљени у становништво касније познато под именом „Власи”. Доласком Словена, Словени и Власи ће привремено коегзистирати на некадашњем подручју Дарданаца, да би се ови Власи током времена коначно претопили у Словене, односно у претке данашњих Срба и Македонаца.
Иако данашњи косовски Албанци својатају Дарданце као своје етничке и политичке претходнике, не постоје докази који би их довели у директну везу са Дарданцима. Средњовековни извори помињу на Косову и Метохији романизоване потомке балканских староседелаца, док су данашњи Албанци потомци другог, нероманизованог огранка Илира, који се на Косово и Метохију доселио касније са подручја данашње Албаније.
- Византијска провинција Дарданија, 6. век
- Словени и Власи на подручју некадашње Дарданије (данашње јужне Србије) у 6-8. веку

## Обичаји Дарданаца
Према једном старом писцу, Дарданци су живели врло примитивним животом, нису знали за чистоту, јер су се купали свега три пут у животу, и живели су у земуницама, покривеним ђубретом. У исто време прича се, да су били веома музикални и да су волели флауту и инструменте са жицом (види: гусле). Каже се, даље, да су били сурови и врло отпорни. Бавили су се сточарством, и чувен је био дардански сир. Спомињу се и груби дардански штофови. Од њиховог језика позната су нам само имена двеју биљака.

## Дардански владари
- Бардилеј, оснивач Дарданије и први краљ
- Лонгарус, краљ (3. век п. н. е.)
- Бато, краљ (3-2. век п. н. е.)
- Монуниус, краљ (2. век п. н. е.)
- Етута, краљица (2. век п. н. е.)